# Hinnerup Å
Hinnerup Å är ett vattendrag i Danmark.   Det ligger i Skive kommun i Region Mittjylland, i den nordvästra delen av landet, 250 km nordväst om Köpenhamn. Ån rinner genom Brokholm Sø.